# Redoxon

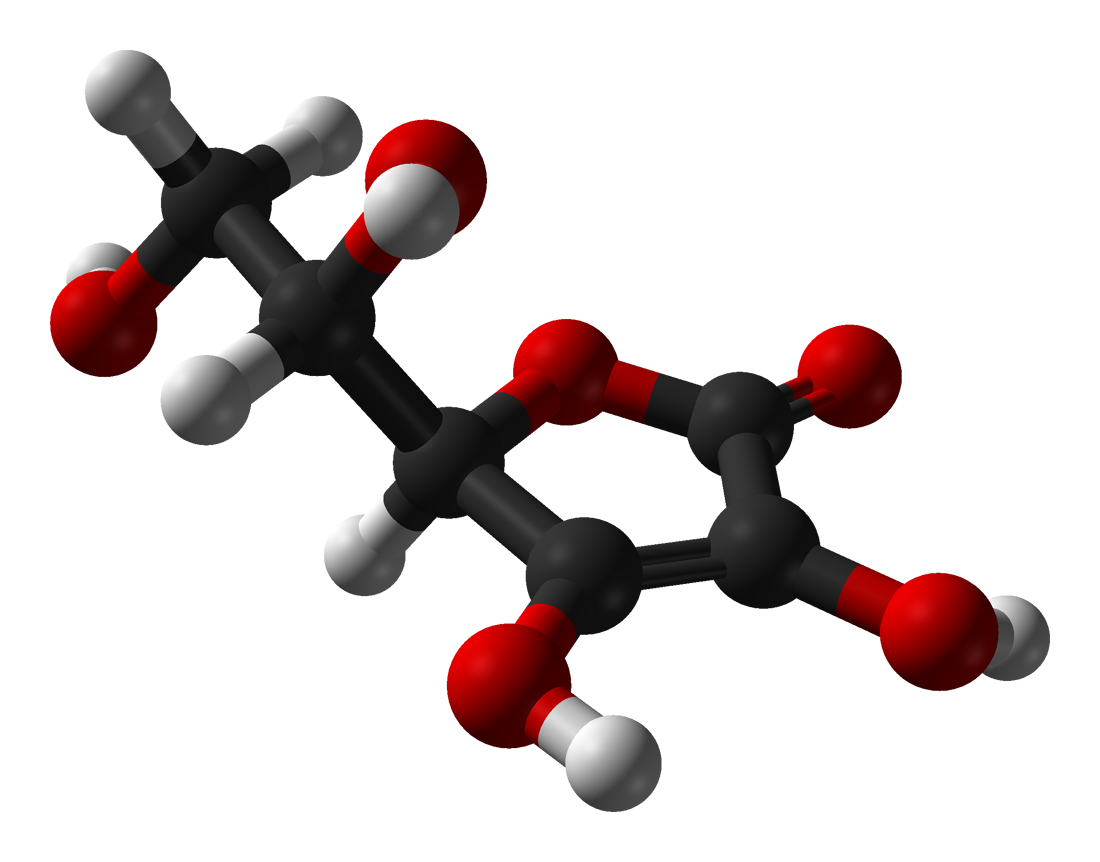
Àcid ascòrbic.

Redoxón®, comercialitzat per primera vegada al públic en general el 1934, és la marca i el nom original del primer àcid ascòrbic sintetitzat artificialment (Vitamina C).

## Història
El producte va ser desenvolupat per un equip encapçalat pel químic Tadeusz Reichstein, que va descobrir un mètode per sintetitzar 30-40 g de vitamina C a partir de 100 g de glucosa. El mètode utilitza un pas intermedi creant glop mitjançant un enginyós procés de fermentació descobert per un investigador francès, Gabriel Bertrand. El mateix consisteix a atraure mosques de la fruita a una barreja de vi, vinagre, brou de llevat i sorbitol, com a brou de cultiu per a bacteris capaços de sintetitzar sorbosa a partir del sorbitol. Després d'uns pocs dies, va ser possible crear 50 g de sorbosa, i després va resultar senzill sintetitzar àcid ascòrbic a partir de la sorbosa.
Malgrat els possibles problemes per utilitzar un cep natural de bacteris per al procés de fermentació, el mateix va resultar superior a un mètode rival, Szent-Gyorgyi, que aïllava vitamina C a partir del pebrot. Després de patentar el mètode Reichstein a favor de Hoffmann-La Roche, es va convertir en la base per a la producció a gran escala de vitamina C.
Les tabletes per al consum del públic estan compostes per àcid ascòrbic i bicarbonat de sodi, que en afegir-se a l'aigua reaccionen produint ascorbat de sodi, aigua i diòxid de carboni. El seu sabor lleugerament dolç es deu a l'aspartam, el qual s'afegeix per mitigar el sabor extremadament agre.

## Companyia Farmacèutica
Redoxon® és avui fabricat i comercialitzat per Bayer AG. Anteriorment era fabricat per la companyia Roche fins a l'adquisició d'aquesta signatura per part de la companyia alemanya.